# Babes in Toyland (1961)
Babes in Toyland (bra: O Mundo Encantado dos Brinquedos; prt: No Reino das Maravilhas) é um filme norte-americano de 1961, do gênero comédia fantástica, dirigido por Jack Donohue e estrelado por Ray Bolger e Tommy Sands e Annette Funicello.
Babes in Toyland é baseado na opereta homônima de Victor Herbert (1903). Foram aproveitados também elementos da primeira adaptação, estrelada por Laurel & Hardy em 1934, já que a opereta trazia pouco material em termos de dramatização.
Há uma terceira versão, feita para a TV em 1986, estrelada por Drew Barrymore e Richard Mulligan.

## Sinopse

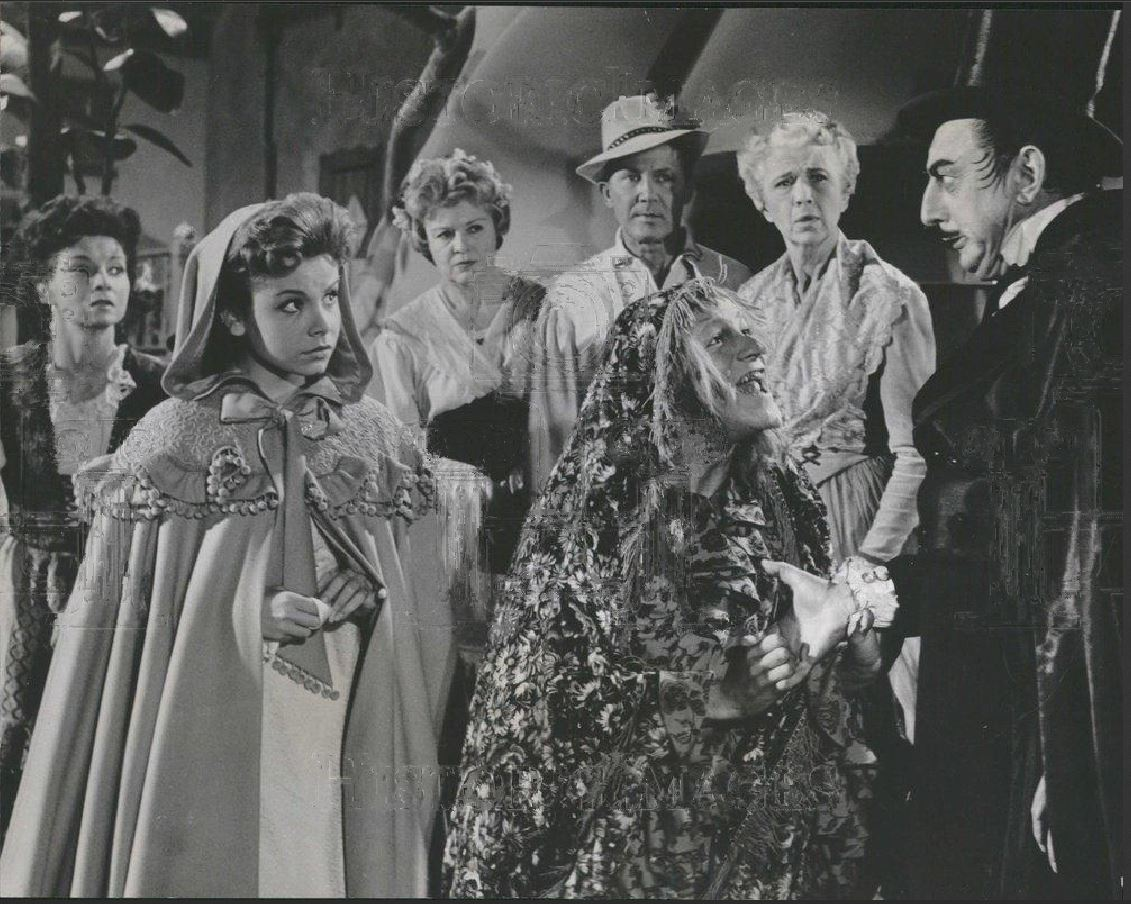
Annette Funicello (de capuz) em cena do filme

Tom Piper e Mary Contrary estão para se casar, na vila Mamãe Ganso. O vilão Barnaby deseja Mary para si, então manda seus capangas trapalhões Gonzorgo e Roderigo sumirem com o rapaz. Os dois vendem Tom para um bando de ciganos, o que permite a ele voltar disfarçado de mulher e resgatar Mary das garras de Barnaby. Daí, os irmãos de Mary ficam perdidos na Floresta Sem Volta, o que obriga os jovens procurar salvá-los.

## Principais premiações
| Patrocinador                                            | Prêmio       | Categoria                                                       | Situação                                                |
| ------------------------------------------------------- | ------------ | --------------------------------------------------------------- | ------------------------------------------------------- |
| Academia de Artes e Ciências Cinematográficas           | Oscar        | Melhor Trilha Sonora (Filme Musical) Melhor Figurino (em cores) | Indicado[carece de fontes?] Indicado[carece de fontes?] |
| Associação de Correspondentes Estrangeiros de Hollywood | Golden Globe | Melhor Filme - Comédia ou Musical                               | Indicado[carece de fontes?]                             |
| Writers Guild of America                                | WGA          | Melhor Roteiro Americano (Musical)                              | Indicado[carece de fontes?]                             |

## Elenco
| Ator/Atriz        | Personagem            |
| ----------------- | --------------------- |
| Ray Bolger        | Barnaby               |
| Tommy Sands       | Tom Piper             |
| Annette Funicello | Mary Contrary         |
| Ed Wynn           | Criador de brinquedos |
| Tommy Kirk        | Grumio                |
| Kevin Corcoran    | Boy Blue              |
| Henry Calvin      | Gonzorgo              |
| Gene Sheldon      | Roderigo              |
| Mary McCarty      | Mamãe Ganso           |
| Ann Jillian       | Bo Peep               |
| Brian Corcoran    | Willie Winkie         |